# Wilhelm Corsten
Wilhelm Corsten (* 20. Juli 1890 in Keyenberg; † 3. März 1970 in Köln) war von 1921 bis 1934 Erzbischöflicher Kaplan und Geheimsekretär des Kölner Erzbischofs Karl Joseph Schulte.
Nach dem Abitur in Erkelenz studierte Wilhelm Corsten von 1910 bis 1914 katholische Theologie an der Bonner Universität und am Kölner Priesterseminar. Am 7. März 1914 empfing er im Kölner Dom von Erzbischof Felix von Hartmann die Priesterweihe. Mit einer Arbeit über die Geschichte der Köln-jülichschen Christianität Bergheims promovierte er 1920 an der Universität Freiburg i. B. zum Doktor der Theologie. 1939 wurde er in das Metropolitankapitel berufen. 1941 war Corsten Testamentsvollstrecker Kardinal Schultes. Im gleichen Jahr wurde er zum Päpstlichen Hausprälat (heutige Bezeichnung: Päpstlicher Ehrenprälat, Prälat Seiner Heiligkeit) ernannt.